# Ocyptamus telescopicus
Ocyptamus telescopicus är en tvåvingeart som först beskrevs av Charles Howard Curran 1930. Ocyptamus telescopicus ingår i släktet Ocyptamus och familjen blomflugor.
Artens utbredningsområde är Panama. Inga underarter finns listade i Catalogue of Life.